# 25258 Nathaniel
25258 Nathaniel (1998 VU) là một tiểu hành tinh vành đai chính được phát hiện ngày 7 tháng 11 năm 1998 bởi M. Tichy và J. Ticha ở Klet.